# Torre Pons (Breda)
Torre Pons és una obra de Breda (Selva) inclosa a l'Inventari del Patrimoni Arquitectònic de Catalunya.

## Descripció
Edifici aïllat, situat al nucli urbà de Breda, al Passeig de les Escoles número 8.
L'edifici, de planta baixa, pis i golfes, està cobert per una teulada a quatre vessants, amb un pronunciat ràfec del qual en destaquen les encavallades, i interromput al centre per una torre amb el teulat també a quatre vessants.
A la façana principal trobem, a la planta baixa, el gran portal d'entrada en arc de mig punt. Aquest portal queda tancat per una porta de ferro forjat i vidre. Al costat esquerre, un gran finestral també en arc de mig punt, molt igual que el portal d'entrada. L'ampit de la finestra es troba a l'altura on el sòcol de la façana (fet de lloses de pedra) s'acaba. Al costat dret hi havia una obertura igual, però aquesta ha estat cegada en gran part.
Al pis, al centre, en el mateix eix del portal d'entrada, una tribuna poligonal. A cada un dels costats de la tribuna, una finestra rectangular en arc de llinda. Una cornisa contínua corona la tribuna. Un teulat a cinc vessants (per cada un dels costats) cobreix la tribuna.
Al costat de la tribuna, a dreta i esquerra, dos balcons amb ampit de pedra i barana de ferro forjat. Una porta en arc de llinda permet l'accés a cada un dels balcons.
A les golfes, tres finestres en arc de llinda, protegides per una barana de ferro forjat.
Cal destacar que, a cada una de les façanes laterals s'hi troba annex una terrassa amb la barana feta d'obra i ceràmica, oberta a l'altura del pis, de manera que des d'aquí és des d'on s'hi pot accedir. Sota les terrasses, hi ha planta baixa. Externament destaca la façana lateral d'aquestes en la planta baixa, ja que consta d'uns arcs de mig punt cecs, al timpà dels quals hi ha unes peces de ceràmica que conformen una mena de gelosia. A la façana que dona al Passeig de les Escoles, hi ha una finestra rectangular.
La torre rectangular que corona la teulada, té obertures a cada una de les seves façanes. Les façanes frontal i posterior (les façanes més curtes), tenen quatre estretes obertures en arc de mig punt. Les obertures de les façanes laterals, tenen dues finestres iguals que les de les façanes frontal i posterior, i una altra obertura més gran, però també en arc de mig punt.
Tots els murs són de maó vist arrebossat.

## Història
Segons consta en el cadastre, la casa fou construïda el 1941.